# انا استتنکو (شناگر)
انا استتنکو (انگلیسی: Anna Stetsenko؛ زادهٔ ۱۸ آوریل ۱۹۹۲) ورزشکار اهل اوکراین است.
وی در مسابقات کشوری و بین‌المللی در مجموع برندهٔ ۱ مدال برنز شده‌است.